# Espíritu (Santa Cruz)
Espíritu ist eine Ortschaft im Departamento Santa Cruz im Tiefland des südamerikanischen Anden-Staates Bolivien.

## Lage im Nahraum
Espíritu ist eine Gemeinde im Kanton San Ignacio de Velasco im Municipio San Ignacio in der Provinz José Miguel de Velasco. Die Ortschaft liegt auf einer Höhe von 249 m etwa vierzig Kilometer westlich der bolivianischen Grenze zu Brasilien.

## Geographie
Espíritu liegt im bolivianischen Tiefland in der Region Chiquitanía, einer noch weitgehend unberührten Landschaft zwischen Santa Cruz und der brasilianischen Grenze.
Das Klima der Region ist ein semi-humides Klima der warmen Tropen. Die monatlichen Durchschnittstemperaturen schwanken im Jahresverlauf nur geringfügig zwischen 21 °C im Juni und 26,6 °C im Oktober (siehe Klimadiagramm San Ignacio), wobei sie zwischen September und März fast konstant oberhalb von 25 °C liegen. Das Temperatur-Jahresmittel beträgt 24,5 °C.
Die jährliche Niederschlagsmenge liegt im langjährigen Mittel bei 1200 mm. Drei Viertel des Niederschlags fallen in der Regenzeit von November bis März, während in der Trockenzeit in den ariden Monaten Juni bis August weniger als 30 mm pro Monat fallen.

## Verkehrsnetz
Espíritu liegt in einer Entfernung von 464 Straßenkilometern nordöstlich von Santa Cruz, der Hauptstadt des Departamentos.
Von Santa Cruz aus führt die asphaltierte Nationalstraße Ruta 4 über 57 km in nördlicher Richtung über Warnes nach Montero. Wenige Kilometer nördlich von Montero trifft sie auf die Ruta 10, die über eine Strecke von 648 Kilometern nach Osten führt und die Ortschaften San Ramón, San Javier und Santa Rosa de Roca als Asphaltstraße durchquert. Auf den restlichen 370 Kilometern über San Ignacio de Velasco nach Espíritu und weiter über San Vicente de la Frontera bis zur Grenzstadt San Matías ist die Straße unbefestigt.

## Bevölkerung
Die Einwohnerzahl der Ortschaft ist im vergangenen Jahrzehnt auf etwa die Hälfte zurückgegangen:
| Jahr | Einwohner   | Quelle       |
| ---- | ----------- | ------------ |
| 1992 | keine Daten | Volkszählung |
| 2001 | 514         | Volkszählung |
| 2012 | 272         | Volkszählung |